# أنيت أوتول
أنيت أوتول (بالإنجليزية: Annette O'Toole)‏ هي كاتبة غنائية وراقصة وممثلة أمريكية، ولدت في 1 أبريل 1952 بهيوستن في الولايات المتحدة.

## أعمال

### أفلام
- (1983) سوبرمان 3[6][7]

### مسلسلات
- سمولفيل

## وصلات خارجية
- أنيت أوتول على موقع IMDb (الإنجليزية)
- أنيت أوتول على موقع روتن توميتوز (الإنجليزية)
- أنيت أوتول على موقع ألو سيني (الفرنسية)
- أنيت أوتول على موقع ميوزك برينز (الإنجليزية)
- أنيت أوتول على موقع أول موفي (الإنجليزية)
- أنيت أوتول على موقع قاعدة بيانات برودواي على الإنترنت (الإنجليزية)
- أنيت أوتول على موقع قاعدة بيانات الأفلام السويدية (السويدية)
- أنيت أوتول على موقع إن إن دي بي (الإنجليزية)
- أنيت أوتول على موقع ديسكوغز (الإنجليزية)
- أنيت أوتول على موقع قاعدة بيانات الفيلم (الإنجليزية)